# Клаустрофобия

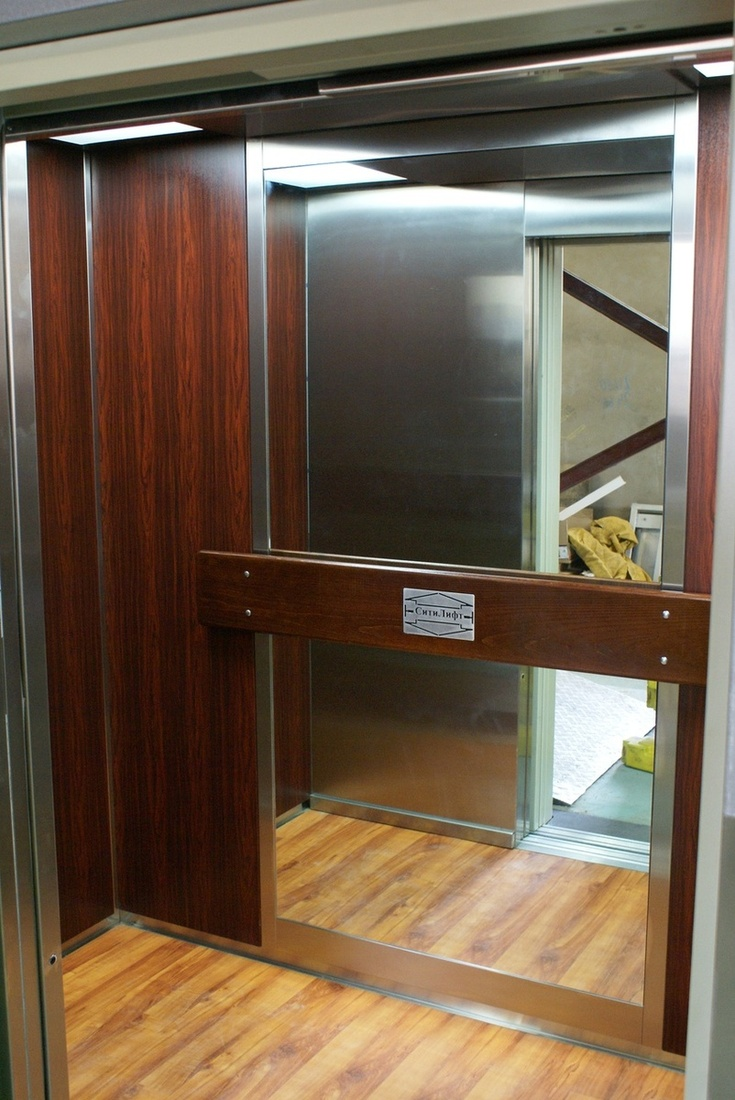
Кабина лифта

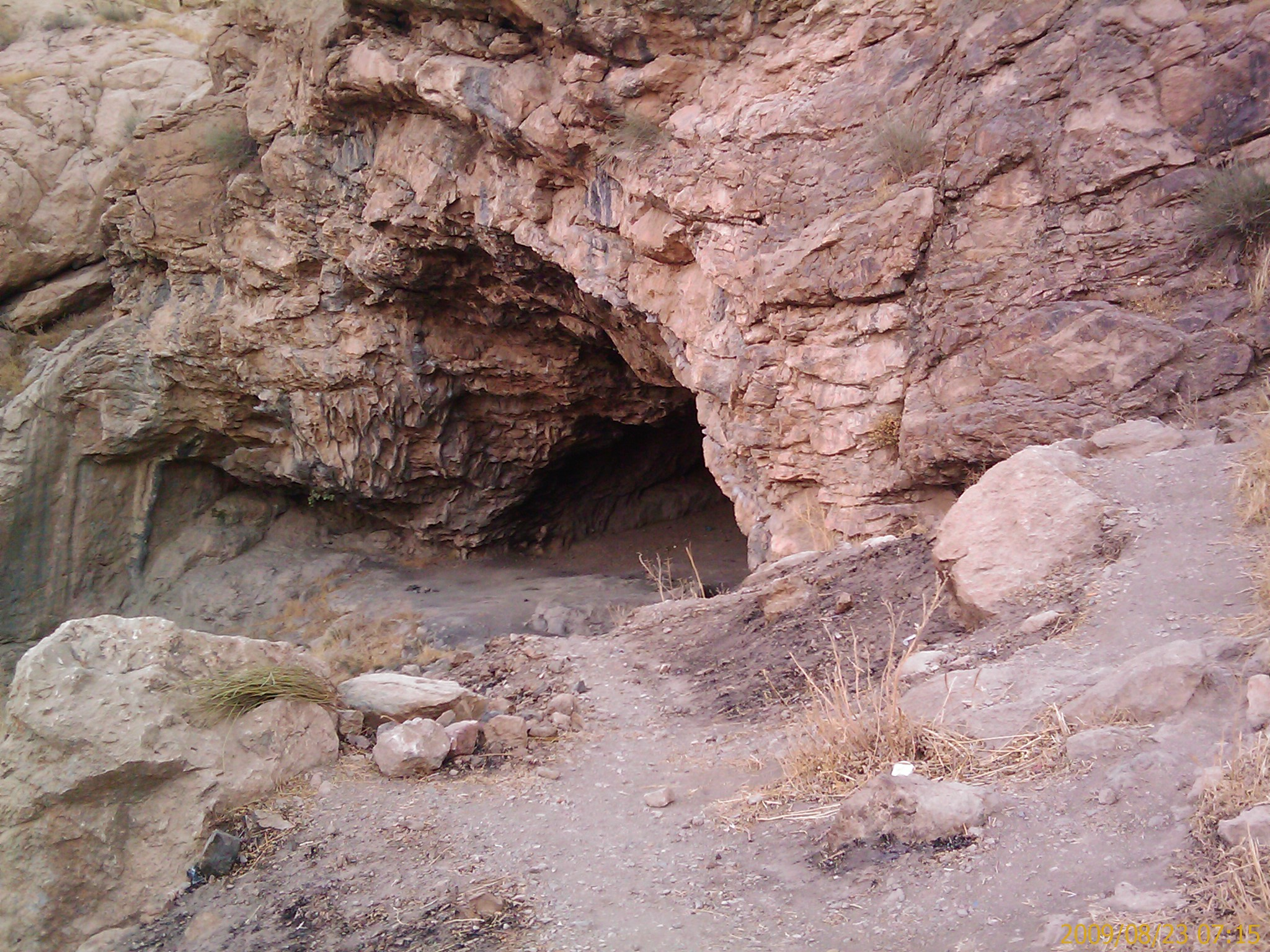
Пещера До-Ашкафт в Иране

Клаустрофо́бия (от лат. claustrum — «закрытое помещение» + греч. φοβία ← др.-греч. φόβος — «страх») — психопатологический симптом, заключающийся в боязни (фобии) замкнутых или тесных пространств. Считается, наряду с агорафобией, одним из самых распространённых патологических страхов.

## Клиническая картина клаустрофобии
Как правило, у больного возникает чувство тревоги, когда он находится в каком-либо помещении, особенно если оно маленькое или в нём мало окон. Больной предпочитает оставлять двери всегда открытыми и находиться ближе к выходу. У человека чувство тревоги сильно усугубляется, если из замкнутого помещения в особых случаях нельзя выйти (лифт, вагон поезда, самолёт). Как правило, больной избегает лифта и использует лестницу. Больной также стремится избегать большой и плотной толпы. Причиной возникновения клаустрофобии может быть психическая травма, полученная в детстве или в опасных ситуациях (например, пожар), либо в результате слабой психики человека.
Во время приступа проявляются следующие симптомы:
- Сильное сердцебиение
- Одышка без физического напряжения
- Предобморочное состояние, головокружение
- Потливость
- Дрожь
- Чувство непреодолимой угрозы

Методы психотерапии клаустрофобии те же, что и для других видов фобий. В частности, в рамках бихевиоризма предлагается следующий метод:
1. Пациент обучается навыкам релаксации, контроля своего физического стресса и блокировки негативных мыслей.
2. Поэтапное погружение пациента в пугающую его ситуацию (имплозивная терапия).

## Симптомы
Обычно говорится, что у клаустрофобии есть два ключевых симптома: страх ограничения и страх удушья. Типичная клаустрофобия будет проявляться, по крайней мере, в одной, если не в нескольких, следующих областях: небольшие комнаты, запертые комнаты, аппараты МРТ или КТ, автомобили, автобусы, самолёты, поезда, туннели, подводные пещеры, подвалы, лифты и пещеры. Кроме того, боязнь ограничений может вызвать клаустрофобию, например, сидеть в парикмахерском кресле или стоять в очереди в магазине из-за боязни замкнутого пространства. Другим возможным местом для приступов клаустрофобии является стул стоматолога, особенно во время стоматологической хирургии; в этом сценарии страх не боли, а ограничения.
Часто, будучи ограниченным в пространстве, человек, страдающий клаустрофобией, начинает бояться удушья, полагая, что может быть нехватка воздуха в помещении, в котором он ограничен.

## Диагностика
Клаустрофобия — это страх не иметь выхода и быть закрытым в маленьком пространстве. Оно, как правило, классифицируется как тревожное расстройство и часто приводит к довольно тяжёлой панической атаке. Его также иногда путают с Клейтрофобией (страх оказаться в ловушке).

### Шкала
Этот метод был разработан в 1979 году, путём интерпретации досье пациентов с диагнозом клаустрофобия и чтения различных научных статей о диагностике расстройства. Как только начальная шкала была разработана, она была протестирована и отточена несколькими экспертами в этой области. Сегодня он состоит из 20 вопросов, которые определяют уровень тревоги и желание избежать определённых ситуаций. Несколько исследований доказали, что эта шкала эффективна при диагностике клаустрофобии.

### Анкета
Этот метод был разработан Рахманом и Тейлором, двумя экспертами в этой области, в 1993 году. Этот метод эффективен при различении симптомов, вызванных страхом удушья и страхом ограничения. В 2001 году он был изменён с 36 до 24 пунктов, другой группой экспертов. Это исследование также было доказано очень эффективным различными исследованиями.

## Распространённость
Исследование показывает, что где-то от 5-7 % населения мира страдает тяжёлой клаустрофобией, но лишь небольшой процент этих людей получает какое-то лечение от этого расстройства.

## Причины
Страх замкнутого пространства — это иррациональный страх. Большинство людей, страдающих клаустрофобией, оказавшись в комнате без окон, осознают, что им ничего не угрожает, но эти же люди будут бояться, возможно, даже будут напуганы до потери трудоспособности, и никто не знает, почему.

### Миндалевидное тело
Миндалевидное тело является одной из самых маленьких структур мозга, но и одной из самых мощных. Миндалина необходима для обуславливания страха или создания реакции «сражайся или беги». Ответ «сражайся или беги» создаётся, когда стимул связан с тяжёлой ситуацией. Ченг считает, что корни фобии в ответе «бей или беги».
При генерации реакции «борьба или бегство» миндалевидное тело действует следующим образом: передние ядра миндалевидного тела связаны со страхом друг друга. Ядра посылают импульсы другим ядрам, которые влияют на частоту дыхания, физическое возбуждение, выброс адреналина, кровяное давление, частоту сердечных сокращений, реакцию поведенческого страха и защитные реакции, которые могут включать замораживание. Эти реакции представляют собой «вегетативный сбой» при панической атаке.
Исследование, проведённое Фуми Хаяно, показало, что правая миндалина была меньше у пациентов, страдающих паническими расстройствами. Уменьшение размера произошло в структуре, известной как кортикомедиальная ядерная группа, которой принадлежит ядро СЕ. Это вызывает вмешательство, которое, в свою очередь, даёт ненормальные реакции на отрицательные стимулы у пациентов с паническими расстройствами. У страдающих клаустрофобией это означает панику или чрезмерную реакцию на ситуацию, когда человек оказывается физически ограниченным.

### Классические причины
Клаустрофобия появляется в результате того, как мозг связывает ситуацию с опасностью. Это часто происходит как итог детской психологической травмы, хотя начало может наступить в любой момент жизни человека. Такой опыт может произойти несколько раз или только один раз, чтобы оставить неизгладимое впечатление на ум. Большинство участников эксперимента по клаустрофобии, проведённом Ларсом-Гораном Остом, сообщили, что их фобия была «приобретена в результате обусловленного опыта». «В большинстве случаев клаустрофобия, по-видимому, является итогом прошлых эпизодов».

### Опыт
Вот несколько примеров общего опыта, который может привести к возникновению клаустрофобии у детей (или взрослых):
- Ребёнок (или, реже, взрослый) заперт в абсолютно чёрной комнате и не может найти дверь или выключатель света.
- Ребёнок (или, реже, взрослый) попал в зеркальную комнату (или лабиринт) и заблудился (стал плохо ориентироваться).
- Ребёнок заперт в ящике.
- Ребёнок заперт в шкафу.
- Ребёнок падает в глубокий бассейн и не может плавать.
- Ребёнок разлучается с родителями в большой толпе и теряется.
- Ребёнок просунул голову между прутьями забора и не может выбраться.
- Ребёнок лезет в яму и застревает, или не может найти дорогу назад.
- Ребёнка оставляют в машине родителей, грузовике или фургоне.
- Ребёнок находится в многолюдном месте без окон (подвал и т. д.) и сталкивается с другими людьми или помещается туда, в качестве наказания.

Термин «прошлый опыт», по словам одного автора, может распространяться на момент рождения. В книге Джона А. Спейрера, «Клаустрофобия и страх смерти», читатель приходит к выводу, что высокая частота клаустрофобии связана с родовой травмой, о которой он говорит, как об «одном из самых ужасающих потрясений во время нашей жизни», и именно в этот момент беспомощности у младенца развивается клаустрофобия.
Магнитно-резонансная томография (МРТ) может вызвать клаустрофобию. МРТ подразумевает нахождение в лежачем положении в течение некоторого времени в узкой трубе. В исследовании, включающем клаустрофобию и МРТ, сообщалось, что 13 % пациентов испытывали приступ панической атаки во время процедуры. Процедура была связана не только с инициированием «существовавшей ранее» клаустрофобии, но и с возникновением этого заболевания у некоторых людей. Панические атаки, возникающие во время процедуры, могут помешать человеку приспособиться к ситуации, тем самым способствуя сохранению страха.
С.Дж. Рахман рассказывает об экстремальном примере, ссылаясь на опыт 21 шахтёра. Эти шахтёры находились под землёй в течение 14 дней, в течение которых шесть шахтёров умерли от удушья. После спасения шахтёров, их состояние изучалось на протяжении 10 лет. Все, кроме одного, сильно пострадали, и у шести развились фобии к «ограничению ситуаций». Единственным шахтёром, у которого не развились какие-либо заметные симптомы, был тот, кто выступал в роли лидера.
Другим фактором, который может вызвать возникновение клаустрофобии, является «полученная информация». "Как отмечает Аурео Уолдинг в «Причины клаустрофобии», многие люди, особенно дети, узнают, кого и чего бояться, наблюдая за родителями или сверстниками. Этот метод применяется не только для наблюдения за учителем, но и для наблюдения за жертвами. Викарное классическое обусловливание также включает в себя, когда человек видит другого человека, попавшего непосредственно в особенно неприятную ситуацию. Это было бы аналогично наблюдению за тем, как если кто-то застрял в тесном пространстве, задыхался или любой другой из перечисленных выше примеров. Как говорит Эрин Герсли в «Фобиях: причины и методы лечения», люди генетически предрасположены бояться того, что для них опасно.

### Подготовленная фобия
Существуют исследования, которые показывают, что клаустрофобия не является полностью классически обусловленной или изученной фобией. Это необязательно врождённый страх, но очень вероятно, что называется подготовленной фобией. Клаустрофобия может подпадать под эту категорию из-за её «широкого распространения… раннего начала и кажущегося лёгким приобретением», а также её некогнитивных особенностей.» Приобретение клаустрофобии может быть частью рудиментарного эволюционного механизма выживания, спящего страха перед ловушкой и/или удушьем, который когда-то был важен для выживания человечества и мог быть легко пробуждён в любое время. Враждебное окружение в прошлом, сделало этот вид запрограммированного страха необходимым, и поэтому человеческий разум развил способность к «эффективному формированию страха для определённых классов опасных раздражителей».
Рахман приводит аргумент в пользу этой теории в своей статье: «Фобии». Он согласен с утверждением, что фобии обычно касаются объектов, которые представляют собой прямую угрозу выживанию человека, и что многие из этих фобий быстро приобретаются из-за «унаследованной биологической готовности». Это вызывает готовую фобию, которая не совсем врождённая, но широко и легко изучаемая. Как объясняет Рахман в статье: «Основные характеристики подготовленных фобий заключаются в том, что они очень легко усваиваются, избирательны, стабильны, биологически значимы и, вероятно, [некогнитивны]». «Селективный» и «биологически значимый» означают, что они относятся только к вещам, которые непосредственно угрожают здоровью, безопасности или выживанию человека. «Некогнитивный» предполагает, что эти страхи приобретаются бессознательно. Оба фактора указывают на теорию о том, что Клаустрофобия — это подготовленная фобия, которая уже запрограммирована в сознании человека.

## Лечение

### Когнитивная терапия
Когнитивная терапия является широко распространённой формой лечения большинства тревожных расстройств. Также считается, что она особенно эффективна в борьбе с расстройствами, когда пациент на самом деле не боится самой ситуации, а скорее боится того, что может произойти в такой ситуации. Конечной целью когнитивной терапии является изменение искажённых мыслей или неправильных представлений, связанных с тем, чего боятся; теория состоит в том, что изменение этих мыслей уменьшит беспокойство и желание избежать определённых ситуаций. Например, когнитивная терапия будет пытаться убедить пациента с клаустрофобией в том, что лифты не опасны, а на самом деле очень эффективны, чтобы доставить вас туда, куда вы хотели бы идти, и это произойдёт гораздо быстрее. Исследование, проведённое С. Дж. Рахманом, показало, что когнитивная терапия уменьшила страх и негативные мысли/коннотации в среднем примерно на 30 % у испытуемых с клаустрофобией, доказав, что это достаточно эффективный метод.

### Воздействие in vivo
Этот метод заставляет пациентов смотреть в лицо своим страхам, полностью подвергаясь тому страху, который они испытывают. Это обычно делается прогрессивным образом, начиная с меньших воздействий и продвигаясь вверх к более серьёзным воздействиям. Например, пациент с клаустрофобией может начать с лифта и перейти к МРТ. Несколько исследований доказали, что это эффективный метод борьбы с различными фобиями, включая клаустрофобию. С. Дж. Рахман также проверил эффективность этого метода в лечении клаустрофобии и обнаружил, что он уменьшает страх и негативные мысли/коннотации в среднем почти на 75 % у своих пациентов. Из методов, которые он тестировал в этом конкретном исследовании, это было, безусловно, самым значительным сокращением.

### Интероцептивное воздействие
Этот метод пытается воссоздать внутренние физические ощущения у пациента в контролируемой среде и является менее интенсивной версией воздействия in vivo. Это был последний метод лечения, проверенный С. Дж. Рахманом в его исследовании 1992 года. Это уменьшило страх и негативные мысли / коннотации примерно на 25 %. Эти цифры не совсем совпадают с показателями воздействия in vivo или когнитивной терапии, но все же приводят к значительному сокращению.
Другими формами лечения, которые также оказались достаточно эффективными, являются психообразование, контрподготовка, регрессивная гипнотерапия и дыхательная переподготовка. Лекарства, часто назначаемые для лечения клаустрофобии, включают антидепрессанты и бета-адреноблокаторы, которые помогают облегчить сердечные симптомы, часто связанные с приступами тревоги.

## Исследования

### МРТ-процедура
Поскольку МРТ-сканирование может вызывать страх удушья и ограничения, пациентам с клаустрофобией часто бывает трудно. Фактически, по оценкам, где-то от 4-20 % пациентов отказываются проходить процедуру именно по этой причине. По оценкам одного исследования, этот процент может достигать 37 % от всех проходящих МРТ. Средняя процедура МРТ занимает около 50 минут; этого времени более чем достаточно, чтобы вызвать сильный страх и беспокойство у пациента с выраженной клаустрофобией.
Это исследование проводилось с тремя целями: 1. Выявить степень беспокойства во время МРТ. 2. Найти предикторы беспокойства во время МРТ. 3. Наблюдать психологические факторы прохождения МРТ.
Восемьдесят пациентов были случайным образом выбраны для этого исследования и подвергнуты нескольким диагностическим тестам, чтобы оценить их уровень клаустрофобного страха; ни у одного из этих пациентов ранее не было диагностировано клаустрофобии. Они также были подвергнуты нескольким таким же тестам после МРТ, чтобы увидеть, не повысился ли уровень их тревоги. Этот эксперимент заключает, что основной компонент тревоги, испытываемый пациентами, был наиболее тесно связан с клаустрофобией.
Это утверждение проистекает из результатов опроса тех, кто сообщал о тревоге во время сканирования. Почти 25 % пациентов сообщили об умеренном чувстве тревоги во время сканирования, а троим не удалось завершить сканирование вовсе. Когда их спросили через месяц после сканирования, 30 % пациентов (эти цифры взяты из 48, ответивших месяц спустя) сообщили, что их чувство клаустрофобии возросло после сканирования. Большинство этих пациентов утверждали, что до этого момента у них никогда не было клаустрофобных ощущений.
В этом исследовании делается вывод о том, что вопросник о клаустрофобии (или эквивалентный метод диагностики) нужно использовать, прежде чем разрешить кому-либо пройти МРТ.

### Использование отвлечения виртуальной реальности для уменьшения клаустрофобии
В данной серии случаев с двумя пациентами было исследовано, может ли отвлечение виртуальной реальности (ВР) уменьшить симптомы клаустрофобии во время сканирования мозга методом искусственной магнитно-резонансной томографии (МРТ). Два пациента, которые соответствовали критериям DSM-IV (Диагностическое и Статистическое Руководство по Психическим Расстройствам) для конкретной фобии, ситуационного типа (то есть клаустрофобии), сообщили о высоком уровне тревоги во время фиктивной 10-минутной процедуры МРТ без ВР и попросили прекратить сканирование на ранней стадии. Пациентам, которые были выбрана случайным образом, было назначено получения либо ВР, либо в качестве отвлечения — музыка, для их второй попытки сканирования. При погружении в иллюзорный трёхмерный (3D) виртуальный мир, под названием SnowWorld, пациент 1 смог выполнить 10-минутное имитационное сканирование с низким уровнем тревоги и сообщил о повышении самоэффективности впоследствии. Пациент 2 получил, как отвлечение, «только музыку» во время своего второго сканирования, и опять не смог завершить 10-минутную процедуру, попросив прекратить второе сканирование раньше. Эти результаты свидетельствуют о том, что иммерсивный ВР может оказаться эффективным для временного уменьшения симптомов клаустрофобии во время МРТ-сканирования, а музыка может оказаться менее эффективной.

### Разделение страха ограничения и страха удушья
Многие эксперты, изучавшие клаустрофобию, утверждают, что она состоит из двух отдельных компонентов: боязнь удушья и боязнь ограничений. В попытке полностью доказать это утверждение, три эксперта провели исследование, чтобы чётко доказать разницу. Исследование было проведено путём выдачи вопросника (анкеты) 78 пациентам, получившим МРТ.
Данные были собраны в виде «шкалы страха» с отдельными подразделениями для удушья и ограничения. Теоретически, эти подшкалы были бы разными, если бы способствующие факторы действительно были отдельными. Исследование успешно доказало, что симптомы различны. Поэтому, согласно этому исследованию, для эффективной борьбы с клаустрофобией необходимо бороться с обеими этими первопричинами.
Однако, поскольку это исследование применялось только к людям, которые смогли закончить МРТ, те, кто не смог завершить МРТ, не были включены в исследование. Вероятно, многие из этих людей выбыли из исследования из-за тяжёлого случая клаустрофобии. Поэтому отсутствие тех, кто больше всего страдает от расстройства, могло исказить эти статистические данные. Группа студентов, посещающих Техасский университет в Остине, сначала прошли первоначальную диагностику, а затем получили оценку от 1 до 5, на основе их потенциала развития клаустрофобии. Те, кто набрали 3 или более баллов, приняли участие в исследовании. Затем студентов спросили, насколько хорошо они себя чувствуют, и справятся ли они, если их заставят оставаться в маленькой камере в течение длительного периода времени. Озабоченность, выраженная в задаваемых вопросах, была разделена на проблемы удушья и ограничения, чтобы провести различие между двумя предполагаемыми причинами клаустрофобии. Результаты исследования показали, что большинство студентов боялись ограничения гораздо сильнее, чем удушья. Из-за этой разницы в типе страха можно ещё раз утверждать, что между этими двумя симптомами существует явная разница.

### Рейтинги вероятности у пациентов с клаустрофобией и без клаустрофобии
Это исследование было проведено на 98 пациентах: 1 группа — 49 людей, признающая заболевание клаустрофобия и 2 группа, называющееся «контрольной группой», состоящая так же из 49 людей. Необходимо было выяснить, повреждены ли умы людей с расстройством «тревожными» эпизодами (например, клаустрофобными событиями) до такой степени, что они считают, что эти события, скорее всего, произойдут. Каждому человеку было дано три события — клаустрофобное событие, в целом отрицательное событие и в целом положительное событие — и его попросили оценить, насколько вероятно, что это событие произойдёт с ними. Как и ожидалось, группа с диагностированной клаустрофобией дала клаустрофобным событиям значительно более высокую вероятность возникновения, чем в контрольной группе. Не было заметной разницы ни в положительных, ни в отрицательных событиях. Тем не менее, это исследование также может быть ошибочным, поскольку у людей с клаустрофобией уже был поставлен диагноз. [Необходимая цитата] Диагноз расстройства, вероятно, может предвосхитить веру в то, что клаустрофобные события с большей вероятностью произойдут с ними.